# Îlet à Aigrettes
L'Îlet à Aigrettes est une petite île inhabitée au nord de la presqu'île de Sainte-Anne en Martinique. Elle appartient administrativement à Sainte-Anne, mais ne fait pas partie de la réserve naturelle des îlets de Sainte-Anne située plus à l'est.

## Géographie
Totalement plat, l'îlet est situé près de la Pointe Coton et s’étend sur 200 m de longueur (0,77 ha). Il est d'origine volcanique.

## Faune
L'îlet doit son nom aux colonies d'aigrettes qui viennent y nicher. C'est un site important pour la nidification des oiseaux de mer.
Il est possible d'approcher l'îlet sans toutefois le visiter. Parmi les oiseaux visibles figurent la sterne bridée et la sterne fuligineuse.